# Oxyspora teretipetiolata
Oxyspora teretipetiolata là một loài thực vật có hoa trong họ Mua. Loài này được (C.Y. Wu & C. Chen) W.H. Chen & Y.M. Shui mô tả khoa học đầu tiên năm 2007.